# Alan Wilder
Alan Charles Wilder (født 1. juni 1959) er en engelsk musiker, komponist, arrangør og pladeproducer , der i perioden 1982-1995 var det fjerde medlem af electropop-gruppen Depeche Mode. Han forlod efter sigende gruppen, fordi han ikke længere følte, at han i tilstrækkelig grad fik lov til at påvirke gruppens musikalske udvikling.[kilde mangler]
Han har senere lavet musik under navnet Recoil.